# Bissauguineanska självständighetskriget
Bissauguineanska självständighetskriget var en väpnad konflikt i Portugisiska Guinea mellan 1963 och 1974. Det var PAIGC so logs mot portugisiska styrkor, och när kriget var över hade Guinea-Bissau blivit självständigt. PAIGC hade stöd av Kuba, men också Algeriet, Nigeria och Sovjet. Från 1968 hade Portugal övertaget, men klarade inte till slut att motstå PAIGC helt.
Genom den vänsterledda Nejlikerevolutionen i Portugal den 25 april 1974, upphörde den auktoritära diktaturen Estado Novo i Portugal. Den nya regimen gav order om eldupphör, och i stället inleddes förhandlingar med PAIGC.
Den 26 augusti 1974, efter flera diplomatiska möten, skrev Portugal och PAIGC på ett avtal i Alger där Portugal gick med på att dra tillbaka alla trupper till slutet av oktober 1974, och officiellt erkänna Republiiken Guinea-Bissau, och att PAIGC kontrollerade den.

### Fotnoter
1. ↑  Lloyd-Jones, Stewart, and Costa Pinto, António, The last empire: thirty years of Portuguese decolonization, Portland, OR: Intellect Books, ISBN 1-84150-109-3, p. 22